# Bistica noela
Bistica noela là một loài bướm đêm trong họ Noctuidae.